# Jesús Agustín Castro
Jesús Agustín Castro Rivera (Ciudad Lerdo, 15 agosto 1887 – Tetelpan, 22 marzo 1953) è stato un generale e politico messicano che partecipò alla rivoluzione messicana.

## Maderismo
Nacque a Ciudad Lerdo, Durango, il 15 agosto 1887. I suoi genitori erano José Francisco Castro e María de Jesús Rivera. Realizzò i primi studi in scuole del suo villaggio natale e del Durango, ma le condizioni economiche della sua famiglia lo forzarono a svolgere diversi lavori a partire dal 1902. Nel 1910 era conducente di tramvie urbane. Fu maderista dagli albori del movimento. Insieme ad Orestes Pereyra, Gregorio García e Antonio Palacios organizzò l'insurrezione contro Porfirio Díaz nella Comarca Lagunera. Il 20 novembre 1910 seguì Mariano López Ortiz, vicepresidente del Club Antirielezionista di Torreón, e con 100 uomini ai suoi ordini conquistò la piazza di Gómez Palacio, anche se poco dopo fu costretto a fuggire dall'esercito federale. Dopo vari fatti d'armi riuscì a prendere il villaggio di Indé, Durango, con l'aiuto del capo maderista Maclovio Herrera. Continuò a reclutare gente e prese Nazas, Mapimí, Bermejillo e Ciudad Lerdo, arrivando ad occupare Torreón e Gómez Palacio, difese dal generale Emiliano Lojero. La sua importanza nel movimento armato contro Porfirio Díaz fu tale che ascese al grado di colonnello e Francisco Madero lo nominò capo del movimento rivoluzionario nella Laguna. Posteriormente lo fece ispettore di Rurales (forze rurali) provenienti dall'esercito liberatore nella stessa regione. In quella posizione difese il Coahuila dagli attacchi delle truppe orozchiste comandate da Benjamín Argumedo nel 1912. Combatté nella Decade tragica contro gli insorti della Ciudadela; alla caduta di Madero si alzò in armi con le sue forze a Tlalnepantla, da dove si diresse a nord per unirsi alle neocostituite forze carranziste.

## Costituzionalismo
Gli fu ordinato di combattere in Tamaulipas e San Luis Potosí sotto gli ordini di Lucio Blanco, anche se presto vi entrò in conflitto. Castro organizzò le sue forze in una unità chiamata Brigata 21, composta per due reggimenti, i "Leali di Tlalnepantla", sotto il comando del maggiore Juan Jiménez Méndez e i "Draghi del Tamaulipas", del maggiore Blas Corral Martínez. Per acclamazione della sua truppa ascese a generale di brigata, grado che gli fu riconosciuto da Venustiano Carranza fino al marzo del 1914. Dalle file di Lucio Blanco passò agli ordini di Pablo González Garza; la sua brigata passò ad essere l'8ª Divisione del Corpo del Nord-est. Partecipò all'attacco a Ciudad Victoria, e insieme a Francisco Murguía e al comando di 4 000 uomini attaccò il porto di Tampico, quando le forze gonzaliste lo catturarono. Dopo l'occupazione di Città di Messico da parte dei costituzionalisti, fu nominato comandante militare e governatore del Chiapas. Il suo primo atto di governo fu il rilascio di un decreto mediante il quale liberava peones e servitori dei debiti. Intraprese una grande campagna contro gli elementi reazionari comandati dagli allevatori del Soconusco, come Tiburcio Fernández Ruiz, nella cosiddetta Ribellione mapachista.
Nel giugno 1915 svolse lo stesso incarico in Oaxaca, riuscendo a sconfiggere i ribelli soberanisti, comandati da José Inés Dávila e Guillermo Meixueiro. Il 2 maggio 1917, Carranza lo nominò Segretario di Guerra e Marina; a partire dall'aprile 1918 tornò al comando sul campo, intraprendendo campagne contro ribelli come Félix Díaz e Pancho Villa, riuscendo ad ascendere a generale di divisione con anzianità nel novembre 1919. Nel 1920 divenne governatore del Durango. Dal 1924 al 1928 fu senatore della repubblica e sostenne il principio di non rielezione, per questo ruppe con Álvaro Obregón, ritirandosi alla vita privata. Tornò alla vita politica nel governo di Lázaro Cárdenas del Río, nel quale occupò di nuovo la carica di Segretario della Difesa Nazionale.
Nel 1946 fu candidato alle elezioni presidenziali per il Partito Forza Popolare, un partito di opposizione conservatore e nazionalista, ma ottenne un numero ristretto di voti.
Morì a Tetelpan, Distretto federale, il 22 marzo 1953.

## Incarichi governativi
| Predecessore: Álvaro Obregón       | Segretario di Guerra e Marina del Messico 1917 - 1918      | Successore: Juan José Ríos          |
| Predecessore: Manuel Ávila Camacho | Segretario della Difesa Nazionale del Messico 1939 - 1940  | Successore: Pablo Macías Valenzuela |
| Predecessore: José Inés Cano       | Governatore ad interim del Chiapas 1914                    | Successore: Blas Corral Martínez    |
| Predecessore: Blas Corral Martínez | Governatore ad interim dello Stato del Chiapas 1914 - 1915 | Successore: Blas Corral Martínez    |
| Predecessore: Blas Corral Martínez | Governatore ad interim dello Stato del Chiapas 1915        | Successore: Blas Corral Martínez    |
| Predecessore: José Inés Dávila     | Governatore dello Stato di Oaxaca 1915 - 1917              | Successore: Juan Jiménez Méndez     |
| Predecessore: Enrique Nájera       | Governatore dello Stato del Durango 1920 - 1924            | Successore: Enrique Nájera          |